# AU Водолея
AU Водолея (лат. AU Aquarii) — двойная затменная переменная звезда типа W Большой Медведицы (EW) в созвездии Водолея на расстоянии приблизительно 1817 световых лет (около 557 парсеков) от Солнца. Видимая звёздная величина звезды — от +13,3m до +12,6m. Орбитальный период — около 0,3712 суток (8,9076 часов).

## Характеристики
Первый компонент — жёлтая звезда спектрального класса G. Эффективная температура — около 5505 К.